# Moustier (Francja)
Moustier – miejscowość i gmina we Francji, w regionie Nowa Akwitania, w departamencie Lot i Garonna.
Według danych na rok 1990 gminę zamieszkiwało 320 osób, a gęstość zaludnienia wynosiła 38 osób/km² (wśród 2290 gmin Akwitanii Moustier plasuje się na 860. miejscu pod względem liczby ludności, natomiast pod względem powierzchni na miejscu 1176.).